# Глухово (Любуське воєводство)
Глухово (пол. Głuchowo) — село в Польщі, у гміні Слонськ Суленцинського повіту Любуського воєводства.
Населення — 187 осіб (2011).
У 1975-1998 роках село належало до Гожовського воєводства.

## Демографія
Демографічна структура станом на 31 березня 2011 року:
|          | Загалом | Допрацездатний вік | Працездатний вік | Постпрацездатний вік |
| -------- | ------- | ------------------ | ---------------- | -------------------- |
| Чоловіки | 99      | 18                 | 76               | 5                    |
| Жінки    | 88      | 22                 | 50               | 16                   |
| Разом    | 187     | 40                 | 126              | 21                   |